# Apia International Sydney 2012
Apia International Sydney 2012 var en professionel tennisturnering  for kvinder og mænd, der blev spillet udendørs på hardcourts. Det var den 120. udgave  af turnerungen som var en del af WTA Tour 2012 og ATP Tour 2012. Turneringen blev afviklet i  Sydney, Australien, fra 8. januar til 15. januar 2012.

## Finalerne

### Herresingle
Uddybende artikel: Apia International Sydney 2012 (herresingle)
 Jarkko Nieminen def.  Julien Benneteau, 6–2, 7–5
- Det var Nieminen's første titel i 2012 og hans anden i karrieren.

### Damesingle
Uddybende artikel: Apia International Sydney 2012 (damesingle)
 Victoria Azarenka def.  Li Na, 6–2, 1–6, 6–3
- Det var Azarenka's første titel i 2012 og hendes 9 i karrieren.

### Herredouble
Uddybende artikel: Apia International Sydney 2012 (herredouble)
 Bob Bryan /  Mike Bryan def.  Matthew Ebden /  Jarkko Nieminen, 6–1, 6–4

### Damedouble
Uddybende artikel: Apia International Sydney 2012 (damedouble)
 Květa Peschke /  Katarina Srebotnik def.  Liezel Huber /  Lisa Raymond, 6–1, 4–6, [13–11]

## Eksterne henviisninger
- Official website